# Eulepida nitidicollis
Eulepida nitidicollis är en skalbaggsart som beskrevs av Hermann Julius Kolbe 1894. Eulepida nitidicollis ingår i släktet Eulepida och familjen Melolonthidae. Inga underarter finns listade i Catalogue of Life.